# NIFL Premiership
Giải bóng đá Ngoại hạng Bắc Ireland (NIFL Premiership), được gọi là Sports Direct Premiership vì mục đích tài trợ, và Giải Ngoại hạng Ireland theo cách gọi thông tục, là một giải bóng đá chuyên nghiệp hoạt động như hạng đấu cao nhất của Giải bóng đá Bắc Ireland – giải đấu quốc gia ở Bắc Ireland.
NIFL Premiership được thành lập với tên gọi IFA Premiership vào năm 2008 dưới sự bảo trợ của Hiệp hội bóng đá Bắc Ireland, là giải đấu kế thừa Giải Ngoại hạng Ireland, trước khi Giải bóng đá Bắc Ireland được thành lập vào đầu mùa giải 2013–14. Vào cuối mùa giải, câu lạc bộ vô địch sẽ được trao Cúp Gibson.
Linfield là nhà vô địch hiện tại, giành chức vô địch thứ 9 trong mùa giải 2024–25.

## Danh sách các đội vô địch

### IFA Premiership (2008–2013)
| #   | Mùa giải | Vô địch (lần)    | Á quân       | Hạng ba      | Vua phá lưới (đội)                 | Số bàn |
| --- | -------- | ---------------- | ------------ | ------------ | ---------------------------------- | ------ |
| 108 | 2008–09  | Glentoran (23)   | Linfield     | Crusaders    | Curtis Allen (Lisburn Distillery)  | 19     |
| 109 | 2009–10  | Linfield (49)    | Cliftonville | Glentoran    | Rory Patterson (Coleraine)         | 30     |
| 110 | 2010–11  | Linfield (50)    | Crusaders    | Glentoran    | Peter Thompson (Linfield)          | 23     |
| 111 | 2011–12  | Linfield (51)    | Portadown    | Cliftonville | Gary McCutcheon (Ballymena United) | 27     |
| 112 | 2012–13  | Cliftonville (4) | Crusaders    | Linfield     | Liam Boyce (Cliftonville)          | 29     |

### NIFL Premiership (2013–2016)
| #   | Mùa giải | Vô địch (lần)    | Á quân   | Hạng ba   | Vua phá lưới (đội)                                    | Số bàn |
| --- | -------- | ---------------- | -------- | --------- | ----------------------------------------------------- | ------ |
| 113 | 2013–14  | Cliftonville (5) | Linfield | Crusaders | Joe Gormley (Cliftonville)                            | 27     |
| 114 | 2014–15  | Crusaders (5)    | Linfield | Glenavon  | Joe Gormley (Cliftonville)                            | 31     |
| 115 | 2015–16  | Crusaders (6)    | Linfield | Glenavon  | Paul Heatley (Crusaders) Andrew Waterworth (Linfield) | 22     |

### NIFL Premiership (2016–nay)
| #   | Mùa giải | Vô địch (lần) | Á quân           | Hạng ba      | Vua phá lưới (đội)                 | Số bàn |
| --- | -------- | ------------- | ---------------- | ------------ | ---------------------------------- | ------ |
| 116 | 2016–17  | Linfield (52) | Crusaders        | Coleraine    | Andrew Mitchell (Dungannon Swifts) | 25     |
| 117 | 2017–18  | Crusaders (7) | Coleraine        | Glenavon     | Joe Gormley (Cliftonville)         | 22     |
| 118 | 2018–19  | Linfield (53) | Ballymena United | Glenavon     | Joe Gormley (Cliftonville)         | 20     |
| 119 | 2019–20  | Linfield (54) | Coleraine        | Crusaders    | Joe Gormley (Cliftonville)         | 18     |
| 120 | 2020–21  | Linfield (55) | Coleraine        | Glentoran    | Shayne Lavery (Linfield)           | 23     |
| 121 | 2021–22  | Linfield (56) | Cliftonville     | Glentoran    | Jay Donnelly (Glentoran)           | 25     |
| 122 | 2022–23  | Larne (1)     | Linfield         | Glentoran    | Matthew Shevlin (Coleraine)        | 21     |
| 123 | 2023–24  | Larne (2)     | Linfield         | Cliftonville | Andy Ryan (Larne)                  | 24     |
| 124 | 2024–25  | Linfield (57) | Larne            | Glentoran    | Matthew Shevlin (Coleraine)        | 20     |

## Thống kê

### Theo câu lạc bộ
| Đội          | Vô địch | Năm vô địch                                                                     |
| ------------ | ------- | ------------------------------------------------------------------------------- |
| Linfield     | 9       | 2009–10, 2010–11, 2011–12, 2016–17, 2018–19, 2019–20, 2020–21, 2021–22, 2024–25 |
| Crusaders    | 3       | 2014–15, 2015–16, 2017–18                                                       |
| Cliftonville | 2       | 2012–13, 2013–14                                                                |
| Larne        | 2       | 2022–23, 2023–24                                                                |
| Glentoran    | 1       | 2008–09                                                                         |